# Anna Lerch von Dirmstein

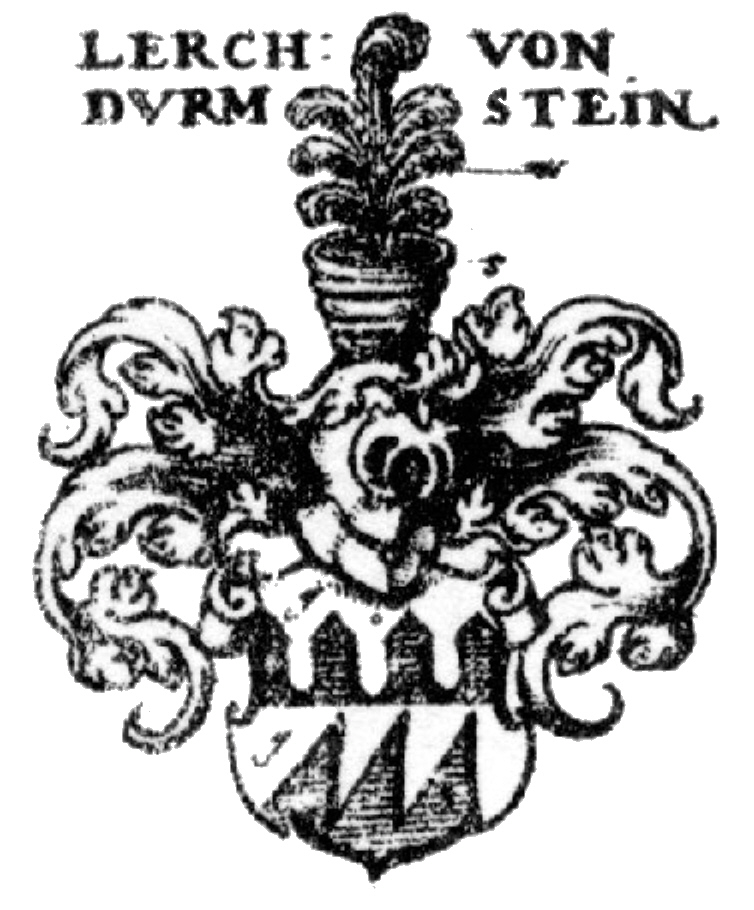
Familienwappen Lerch von Dirmstein

Anna Lerch von Dirmstein OSB (* 11. November 1580 in Dirmstein; † 11. September 1660 in Kitzingen) war eine pfälzische Adelige aus dem Geschlecht der Lerch von Dirmstein, die als Äbtissin der Benediktinerinnenklöster Rupertsberg und Eibingen die Reliquien der hl. Hildegard von Bingen vor der Zerstörung bewahrte.

## Abstammung und Familie
Anna Lerch wurde als Tochter von Caspar III. Lerch von Dirmstein (1540–1590) und seiner zweiten Gattin Dorothea von Eltz-Langenau († 1603) geboren. Ihr Bruder, der regional bedeutsame Caspar IV. Lerch von Dirmstein (1575–1642), war mit Martha Brendel von Homburg verheiratet, einer Nichte des Mainzer Erzbischofs Daniel Brendel von Homburg (1523–1582). Ihre Schwester Agatha Lerch von Dirmstein verband sich 1608 mit Gottfried von Heppenheim genannt vom Saal. Sie waren die Eltern des Mainzer Domdekans und Kanzlers der Universität Heidelberg, Johann von Heppenheim genannt vom Saal († 1672), der zusammen mit seinem Großcousin Kurfürst Johann Philipp von Schönborn 1660 das Priesterseminar Mainz gründete. Annas Halbbruder Christoph Lerch von Dirmstein (aus der ersten Ehe des Vaters) hatte Agnes von Rodenstein geheiratet, die Schwester des Wormser Fürstbischofs Philipp von Rodenstein (1564–1604).

## Leben

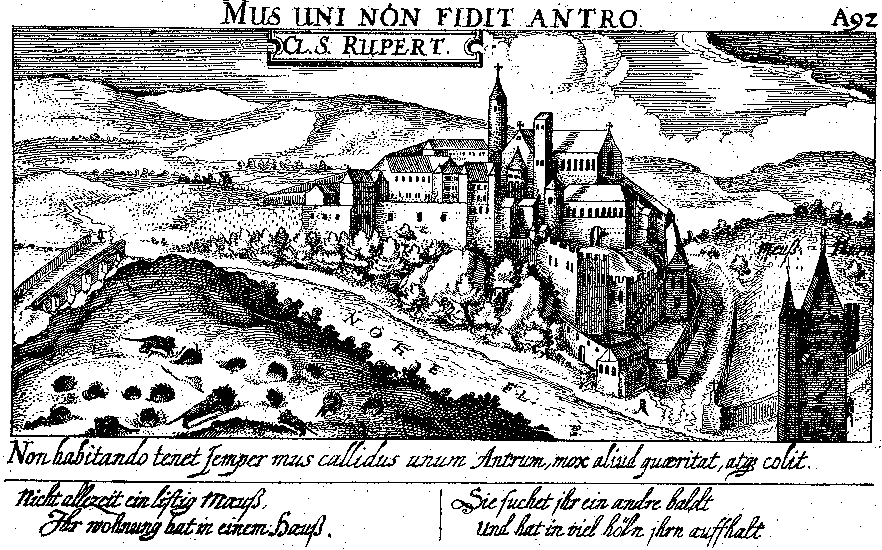
Kloster Rupertsberg vor der Zerstörung

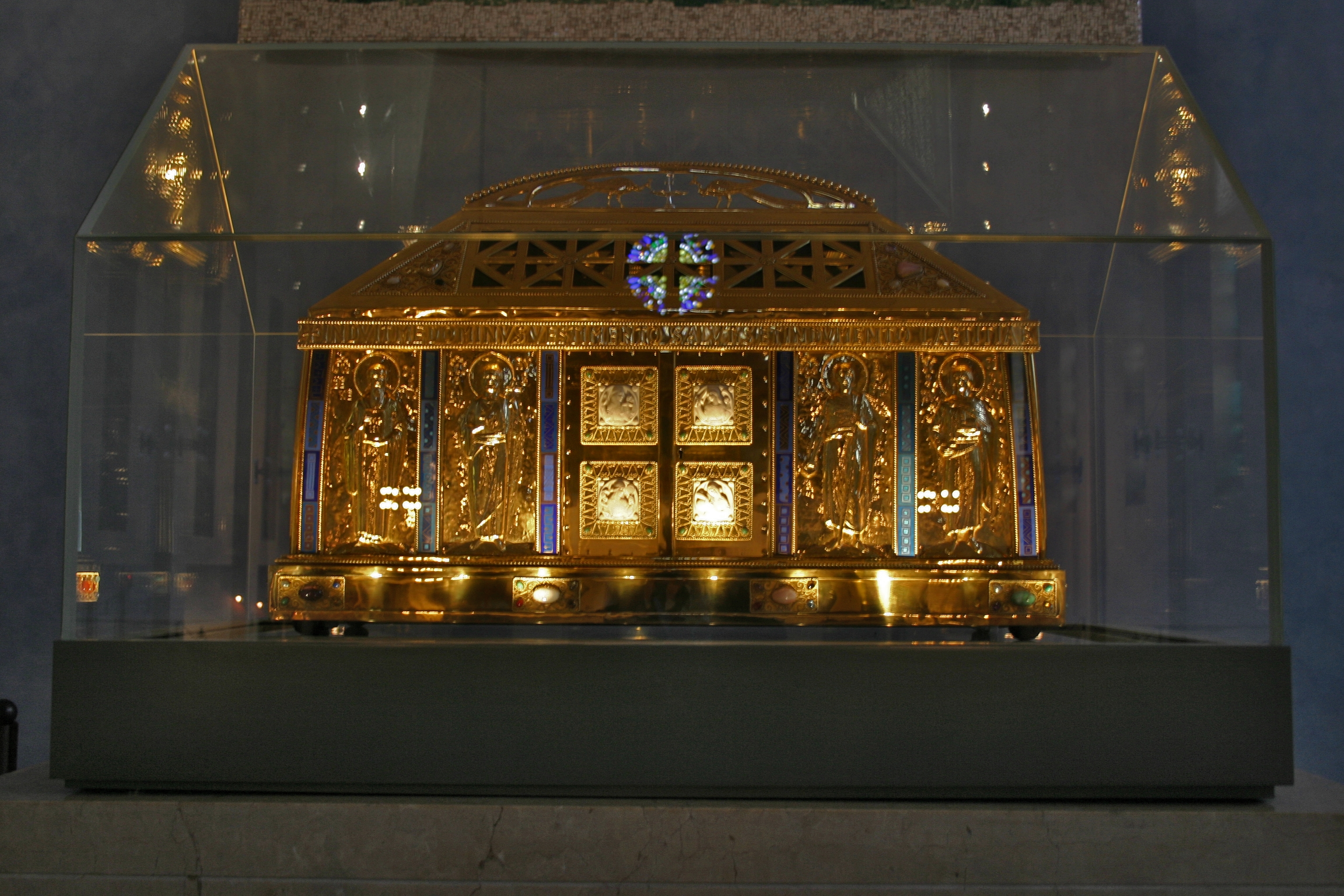
Schrein mit den durch Anna Lerch von Dirmstein geretteten Reliquien der hl. Hildegard

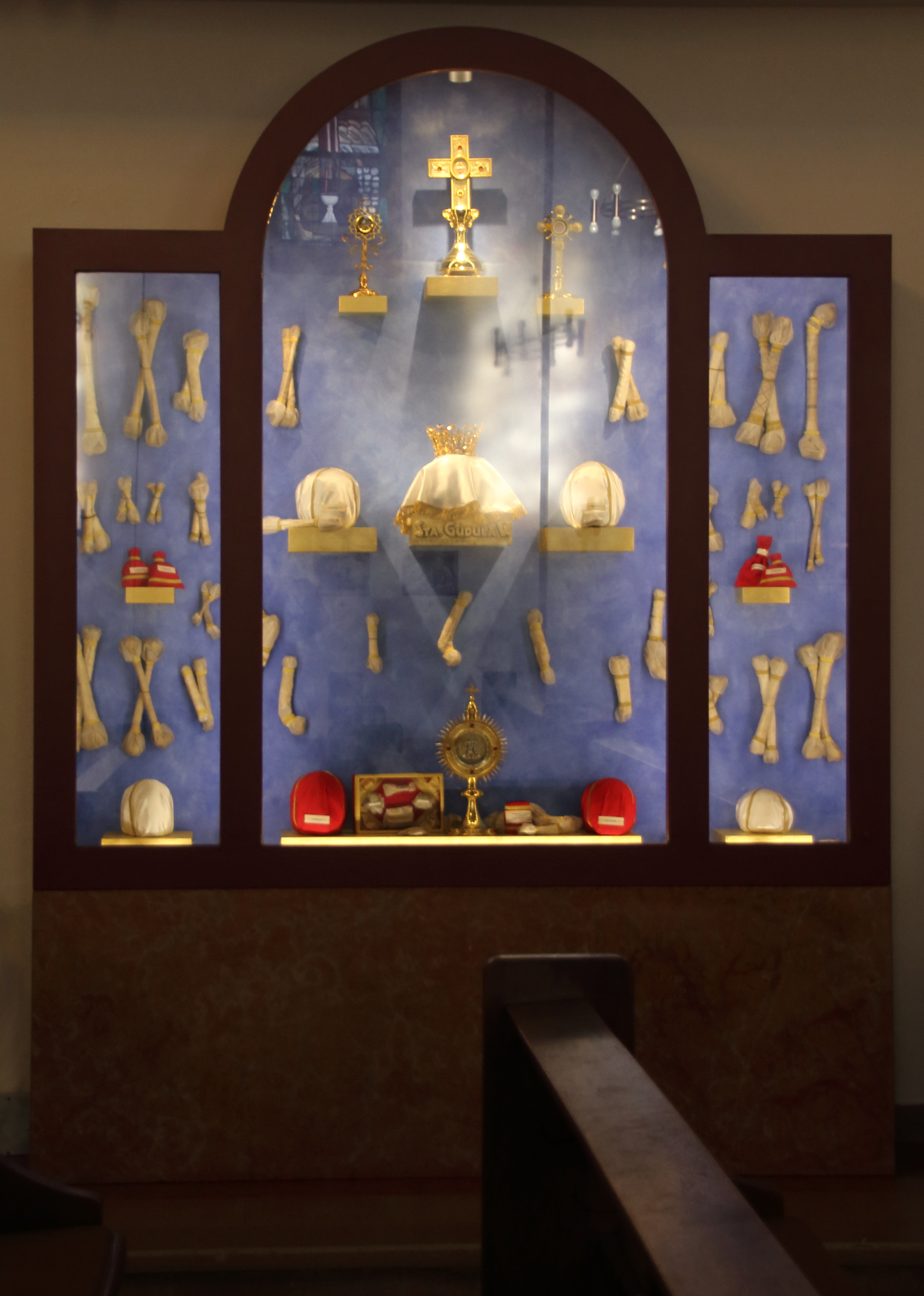
Teile der sonstigen durch Anna Lerch von Dirmstein geretteten Reliquien

Anna und ihre Schwester Barbara wurden Benediktinerinnen und traten beide in das von Hildegard gegründete Kloster Rupertsberg bei Bingen ein. 1599 legten sie gemeinsam ihre Profess ab, 1602 verzichteten sie urkundlich auf ihr elterliches Erbe. Barbara verstarb 1612 an der Pest und wurde im Klosterbereich beerdigt.
1611 wählte man Anna Lerch von Dirmstein zur Äbtissin des Klosters Rupertsberg, womit sie Amtsnachfolgerin der Gründerin Hildegard wurde und zudem auch den Titel einer Äbtissin des Klosters Eibingen erhielt, das ihr ebenfalls unterstand. Sie war auch die Nachfolgerin ihrer eigenen älteren Schwester Kunigunde Lerch von Dirmstein († 1607) als Vorsteherin von Rupertsberg.
Als im Dreißigjährigen Krieg die Schweden das Kloster Rupertsberg bedrohten, floh die Äbtissin mit fünf weiteren Schwestern am 30. November 1631 nach Köln ins Benediktinerinnenkloster St. Agatha, wobei sie das Haupt, das Herz und die Zunge der hl. Hildegard mitnahm, ebenso den Kopf, den rechten Fuß und die rechte Hand des Klosterpatrons St. Rupert von Bingen. Die übrigen Heiligtümer des Klosters, darunter der restliche Teil der Knochenreliquien Ruperts und Hildegards sowie deren Ordenskleid, verbarg Anna Lerch von Dirmstein im Grabgewölbe unter der Rupertsberger Kirche. Am 19. April 1632 ließ der schwedische Major Alexander Hanna (vom Regiment Jakob Ramsay) das Kloster plündern und anzünden. Danach fielen auch Bewohner der Umgebung über die Ruine her, um sie abermals zu berauben. Das Versteck unter dem Nonnenchor der Kirche blieb unentdeckt und trotz des Brandes unversehrt. Laienschwestern vom Rupertsberg räumten es später aus und brachten die Reliquien in die Stadtkirche Bingen.
Nachdem die Schweden 1636 den Rheingau geräumt hatten, kehrten die Nonnen zurück. 1638 wohnte Anna Lerch von Dirmstein mit den sie begleitenden Schwestern in einem Haus in Bingen. 1641 zog sie ins Kloster Eibingen, vereinigte diesen Konvent mit den restlichen Benediktinerinnen vom Rupertsberg und leitete das Kloster. Alle Reliquien vom Rupertsberg befanden sich nunmehr dort. Dem Mainzer Erzbischof Kurfürst Anselm Casimir Wambolt von Umstadt fehlten die Mittel, den verwüsteten Rupertsberg wieder aufbauen zu lassen. Er verfügte daher die dauerhafte Vereinigung der beiden Klöster und deren Ansiedlung in Eibingen. Dies lehnte die Äbtissin ab und forderte von ihm nachdrücklich den Wiederaufbau des historischen Hildegardsklosters Rupertsberg. Daraufhin zwang der Erzbischof Anna Lerch von Dirmstein 1642 zum Rücktritt von ihrem Amt, wobei als Grund ihre angeblich „schlechte Administration“ vorgeschoben wurde.
Die Äbtissin resignierte befehlsgemäß und verließ das Kloster Eibingen in Begleitung der Schwestern Kunigunde Schütz von Holzhausen und Ursula Müller. Zunächst wohnten sie bei Annas Bruder Caspar IV. Lerch von Dirmstein in Mainz, der aber schon bald verstarb. Weitere Stationen ihres Aufenthaltes waren Worms, die Hardenburg und Kloster Seebach bei Dürkheim, bevor die drei Schwestern Aufnahme im Benediktinerinnenkloster Kitzingen fanden, wo Anna Lerch von Dirmstein noch viele Jahre zurückgezogen lebte und am 11. September 1660 starb.
1642 hatte man Magdalena Ursula von Sickingen in Eibingen zur Äbtissin gewählt; sie starb 1666 an der Pest. Ihr folgte die inzwischen aus Kitzingen zurückgekehrte Kunigunde Schütz von Holzhausen, die Vertraute Anna Lerchs von Dirmstein, als Äbtissin nach.

## Historische Bedeutung
Anna Lerch von Dirmstein hat durch ihr entschlossenes Handeln alle Reliquien der hl. Hildegard und des hl. Rupertus sowie alle sonstigen Heiligtümer gerettet, die sich heute im sogenannten Eibinger Reliquienschatz befinden. Bei einem Kirchenbrand in Eibingen blieben die Reliquien 1932 unbeschädigt, Hildegards Ordensgewand wurde jedoch vernichtet. Von ihm existiert lediglich noch ein kleines Stück in der Rochuskapelle Bingen, das Bischof Peter Joseph Blum 1863 hierher verschenkt hatte und das auch den dortigen Kirchenbrand von 1889 überstand.